# 何兰田
何兰田（1965年2月—），湖北黄梅人，汉族，中国共产党党员。中华人民共和国政治人物、第十三届全国人民代表大会湖北省代表。毕业于黄冈师范学院，大学学历，中学高级教师。

## 生平
曾任黄梅县小池镇党委委员、办公室主任，黄梅一中教务主任，黄梅五中校长，黄梅一中党委书记、校长，黄梅县教育局党委副书记、局长，黄冈市教科院（黄冈教育科学研究院）院长，黄冈中学副校长、党委副书记。
2016 年 9 月，任黄冈中学党委书记、副校长。
2016 年 9 月至 2022 年，担任黄冈中学校长。
2018 年，何兰田被选为湖北省出席第十三届全国人民代表大会代表。
2022 年 3 月 1 日，担任黄冈市教育局局长。